# 鄧國豪
鄧國豪（1989年—），於澳門出生，為澳門年青藝術家，他是攝影團體「方言社」的其中一位創辦人。

## 簡歷
鄧國豪從小喜愛攝影，他在中學畢業後考入了台灣的數位媒體設計系，兩年後回流澳門並入讀澳門大學社會學系。
鄧國豪的創作是透過鏡頭，消解或解構人們對都市的印象，並與人、社群、自然、記憶等嘗試重新連結或建構起來，他的作品主題，多以觀察社會的角度去找尋未被大眾發掘的事與物。他曾獲得德國國家設計奬優異奬、美國Graphis設計奬金奬的成績。

## 外部連結
- 戴頭盔過大海：澳門攝影的發展與現況  （页面存档备份，存于）
- 影像、出版與運動：一個行動主義的另類可能 （页面存档备份，存于）